# 大东街道 (广州市)
大东街道是中国广东省广州市越秀区下辖的一个街道，位于越秀区中南部。常住人口8.8万人，流动人口1.5万人。

## 行政区划
大东街道下辖以下地区：
署前社区、启明社区、东华市场社区、新南社区、菜园东社区、长庚门社区、东川社区、东源社区、青龙里社区、东华西新街社区、元运街社区、兴仁里社区、仁秀新社区、仁秀里社区、三角市社区、启正社区、东里社区、东贤里社区、荣华南社区和中山三路社区